# Равнец (Бургасская область)
Равнец (болг. Равнец) — село в Бургасской области Болгарии. Входит в состав общины Бургас. Находится примерно в 18 км к западу от центра города Бургас. По данным переписи населения 2011 года, в селе  проживало 1323 человека.

## Население
| Год     | 1934 | 1946 | 1956 | 1965 | 1975 | 1985 | 1992 | 2001 | 2011 |
| ------- | ---- | ---- | ---- | ---- | ---- | ---- | ---- | ---- | ---- |
| Жителей | 1327 | 1750 | 2109 | 2180 | 2140 | 2065 | 1795 | 1568 | 1323 |

| Национальность  | Человек | Процент |
| --------------- | ------- | ------- |
| болгары         | 996     | 76,44%  |
| турки           | 21      | 1,61%   |
| цыгане          | 276     | 21,18%  |
| другие          | 7       | 0,54%   |
| не определились | 3       | 0,23%   |
| Всего ответов   | 1303    |         |

|  |